# Tristan Palmer
Pour l’article homonyme, voir Palmer.
Tristan Palmer, ou Triston Palmer, ou encore Triston Palma, né en 1962, est un chanteur jamaïcain de reggae dans sa variante des années 1980 : le rub a dub.

## Biographie
Palma est né en 1962 et a grandi dans le quartier de Waltham Park à Kingston. Dès son plus jeune âge, il a décidé de devenir chanteur. Il a commencé par chanter à l'accompagnement du guitariste du Soul Syndicate, Tony Chin. Son premier enregistrement était "Love Is A Message" pour le producteur Bunny Lee à l'âge de huit ans, suivi de "A-Class Girl" pour le label Black Solidarity, co-dirigé par Palma et Ossie Thomas. 
Palma a fait une percée majeure avec sa performance en 1979 lors du Concert commémoratif du Pénitencier général pour Claudie Massop, avec également Bob Marley. À un moment donné au début des années 1980, Palma avait neuf chansons en Top 40. Jamaïque Ils comprenaient son plus grand succès de carrière, le dancehall influencé «Entertainment» produit par Nkrumah Jah Thomas et en utilisant un remaniement du rythme de Vin Gordon est "Sans Ciel". Palma est devenue un artiste populaire dans le style "singjay" au début des années 1980. Il connaît d'autres succès avec Jah Thomas, notamment "Water Bubbling", "Spliff Tail", "Raving".
Palma a travaillé avec Linval Thompson, qui a produit ses albums Joker Lover et Settle Down Girl, ainsi que George Phang, Tony Robinson, Sugar Minott, Bunny Gemini et Castro Brown.
Au milieu des années 1980, Palma s’engage dans le projet caritatif de lutte contre la famine Music is Life, aux côtés de Freddie McGregor, Mutabaruka, Gregory Isaacs, Tiers Monde, Edi Fitzroy et Steel Pulse, qui contribuent au single caritatif "Land of Africa". Sa popularité a continué dans les années 1980 avec dancehall hits qui inclut « Léchez Shot », une piste qui a utilisé des rythmes de Robbie Shakespeare et Sly Dunbar, et dans les années 1990, il a enregistré la troisième contre la guerre chanson et de l'album avec Dennis Brown etBeenie Man. 
Palma a travaillé en tant que producteur, travaillant avec des artistes tels que Phillip Frazer, Josey Wales et Robert Ffrench, et a fourni des chœurs pour des chanteurs tels que Sugar Minott, Tony Tuff et Freddie McGregor. Il a également construit son propre studio Star Creation.

## Discographie
- 1981 - Presenting
- 1982 - Fancyness
- 1982 - Entertainment
- 1982 - Joker Lover
- 1982 - Joker Smoker
- 1982 - Show Case
- 1982 - Touch Me, Take Me
- 1982 - Nice Time (Triston Palmer & Toyan)
- 1983 - Settle Down Girl
- 1984 - The Big Showdown (Philip Frazer & Triston Palma)
- 198X - Triston Palma Meets Early B The Doctor (Triston Palma Meets Early B The Doctor)
- 198X - I And I And Inity (Triston Palmer & Philip Frazer)
- 198X - The Best Of
- 1996 - Triston Palmer Meets Jah Thomas In Discostyle (Triston Palmer Meets Jah Thomas)
- 1997 - Triston Palma Meets Michael Palmer (Triston Palma Meets Michael Palmer) (1982-84)
- 1998 - Spliff Tail